# Långtjärnarna (Anundsjö socken, Ångermanland, 707027-160145)
Långtjärnarna är en sjö i Örnsköldsviks kommun i Ångermanland och ingår i Moälvens huvudavrinningsområde.